# Inscrição do Dípilon

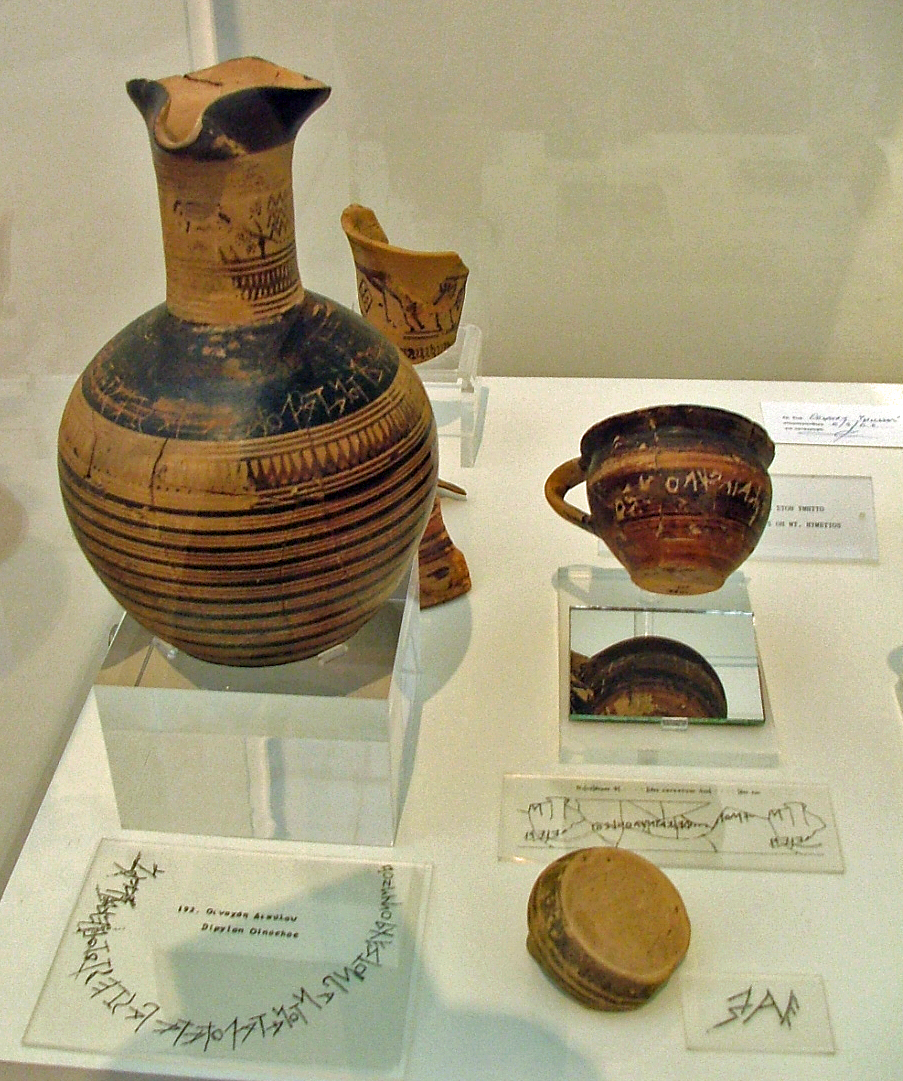
Enócoa do Dípilon (esquerda), em exibição no Museu Arqueológico Nacional, Atenas. A inscrição é riscada na faixa escura ao redor do ombro do vaso.

A Inscrição do Dípilon ou Dipylon é um texto curto escrito em um vaso de cerâmica grega antiga datado de cerca. 740 a.C.. É famosa por ser a amostra mais antiga (ou uma das mais antigas) conhecida do uso do alfabeto grego. O texto está gravado em um enócoa, que foi encontrado em 1871 e recebeu o nome do local onde foi encontrado, o antigo Cemitério de Dípilon, perto do Portão de Dípilon na área do Cerâmico em Atenas. A jarra é atribuída ao final do Período Geométrico Tardio (750–700 a.C.). Agora está no Museu Arqueológico Nacional de Atenas (inv. 192).

## Texto
O texto está escrito em uma forma arcaica do alfabeto grego, com algumas formas de letras ainda se assemelhando às do alfabeto fenício original. Por exemplo, a letra grega zeta (Ζ) se assemelha à letra fenícia zaim (I). O texto é escrito da direita para a esquerda, com as letras individuais em forma de espelho em comparação com as formas modernas. Está colocado em um círculo ao redor do ombro do vaso. O texto consiste em 46 caracteres, dos quais os primeiros 35 podem ser facilmente lidos como um verso hexamétrico em grego antigo. O restante fragmentário acredita-se ser o início do segundo verso, mas a interpretação exata é incerta. B. Powell argumentou que os caracteres finais podem representar um fragmento embaralhado de um abecedário (ΚΛΜΝ) por uma segunda mão, alguém aprendendo a escrever. Mais recentemente, N. M. Binek mostrou que as últimas seis marcações podem "ser vistas não como letras ou como tentativas de inscrever letras, mas sim como elementos decorativos criados por um segundo inscritor de acordo com os princípios do idiomático Geométrico", na medida em que o segmento espelha aproximadamente as formas das letras 9-4 (ΧΡΟΝΥΝ). O texto marca o vaso como um prêmio em uma competição de dança. É traduzido como: "quem dos dançarinos agora dança mais levemente ...", e a segunda linha é conjecturada para ter dito algo como "... ele receberá isto (vaso como seu prêmio)".

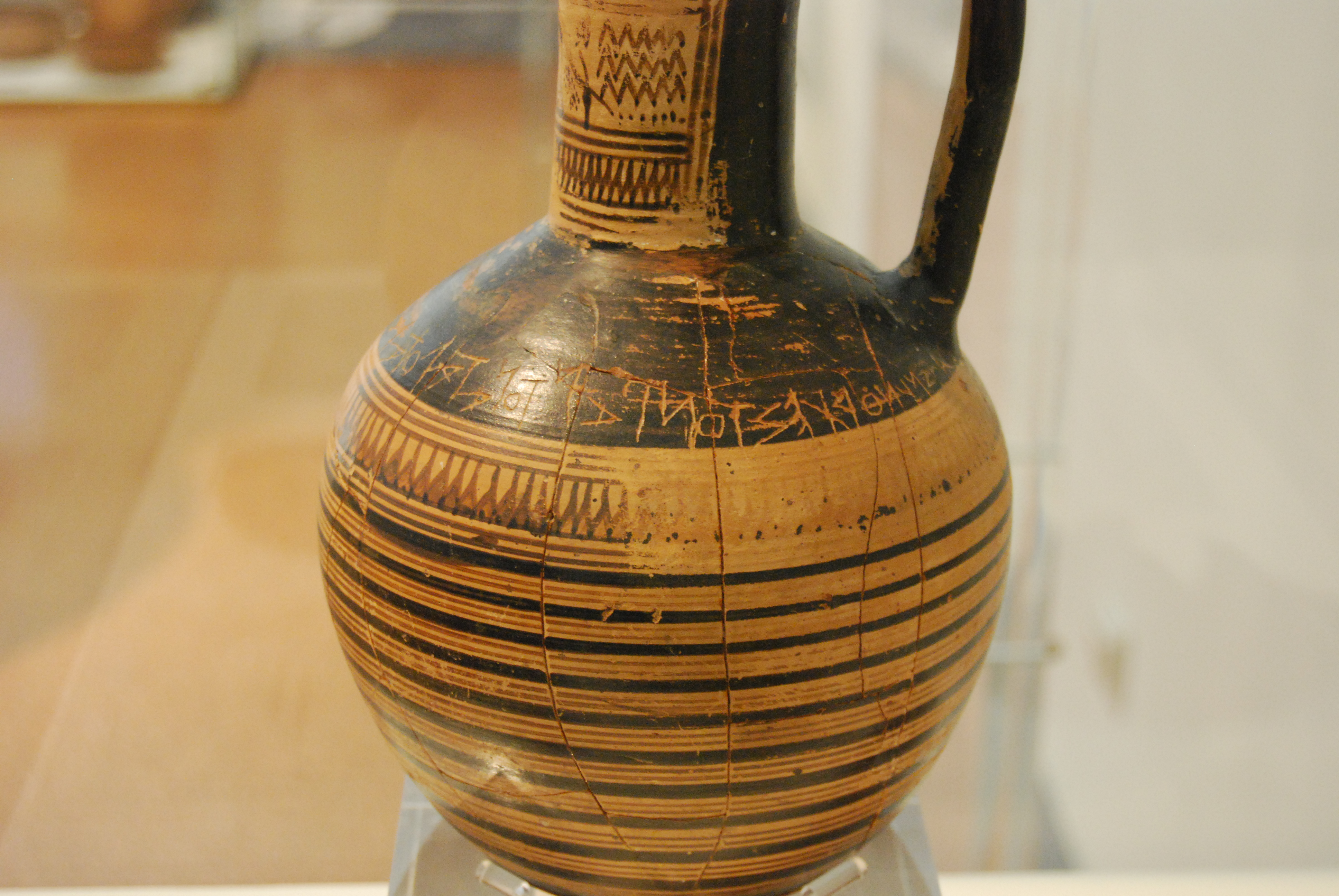
...(h)ος νῦν ὀρχεστôν πάντον ἀταλό(τατα)...

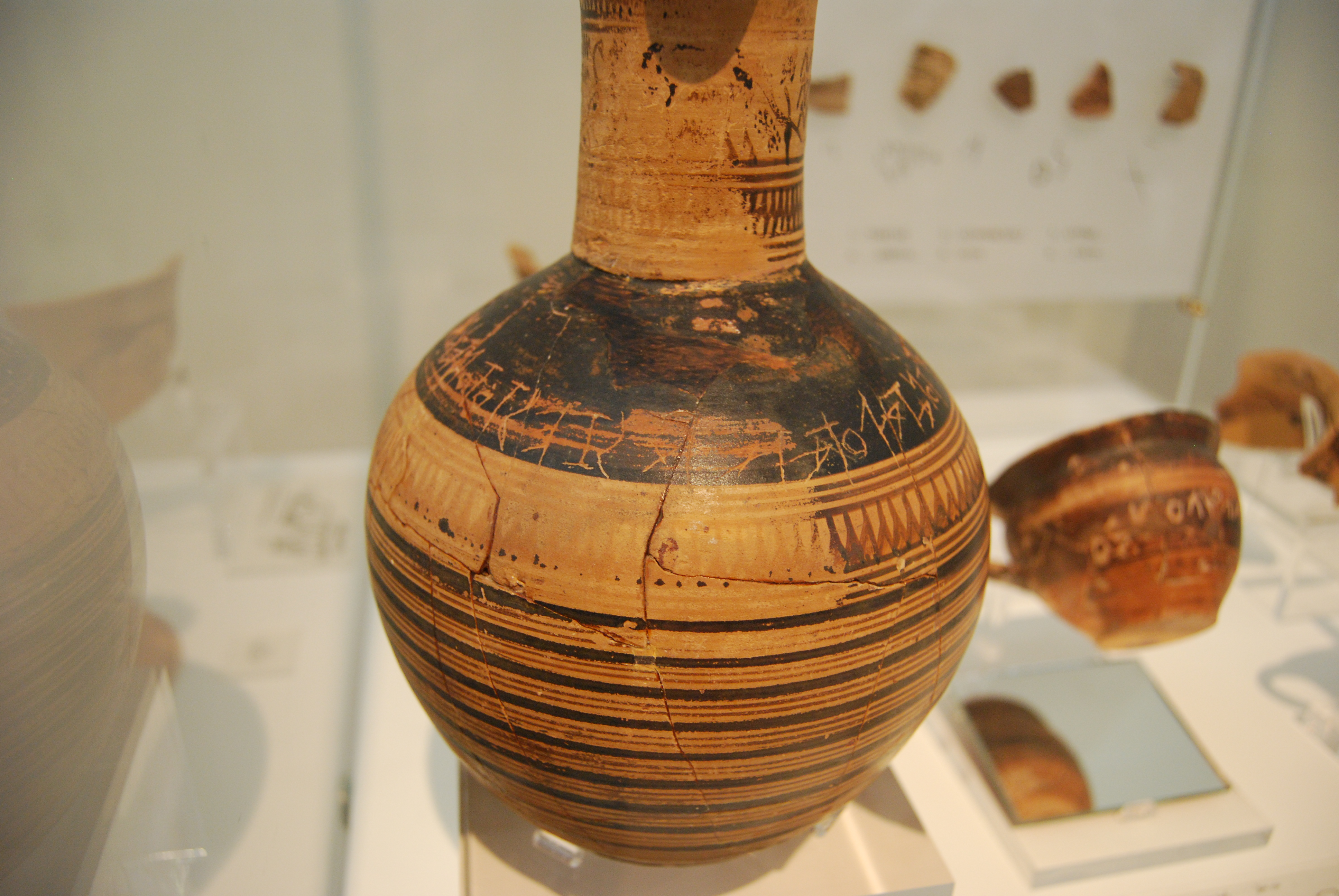
... ἀταλότατα παίζει, τô τόδε ...

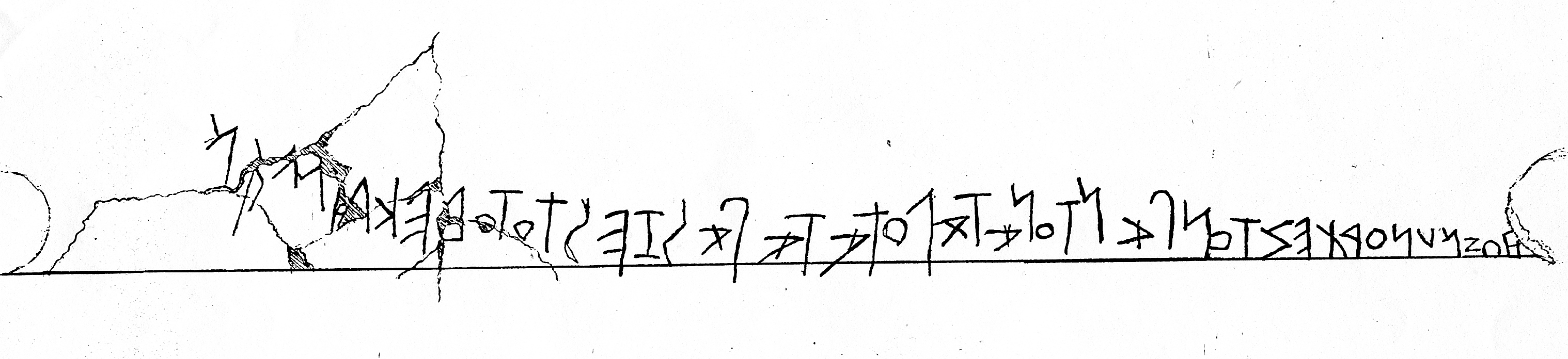
Transcrição da Inscrição da Enócoa do Dípilon (Powell, 1988)

O texto da inscrição diz:
ΗΟΣΝΥΝΟΡΧΕΣΤΟΝΠΑΝΤΟΝΑΤΑΛΟΤΑΤΑΠΑΙΖΕΙΤΟΤΟΔΕΚΛ[?] ΜΙ[?] Ν
Nas edições acadêmicas modernas, isso às vezes é transcrito como:
ὸς νῦν ὀρχεστôν πάντον ἀταλότατα παίζει, τô τόδε κλμιν[...]
Isso corresponde ao seguinte na ortografia clássica posterior em grego (usando a forma jônica do alfabeto grego), com os pés métricos do hexâmetro indicados:
ὃς νῦν | ὀρχη|στῶν πάν|των ἀτα|λώτατα | παίζει τοῦ τόδε ...
Tradução literal:
Quem de todos esses bailarinos agora atua com mais delicadeza,
dele isso (sc. pote)...

## Taça de Nestor
Acredita-se que a Inscrição de Dípilon ou a Taça de Nestor seja a inscrição grega alfabética mais antiga conhecida. A Taça de Nestor, que também contém uma inscrição em verso, foi encontrada em uma escavação na antiga colônia grega de Pitecussas, na ilha de Ísquia, na Itália. Acredita-se que seja da mesma idade que a Inscrição de Dípilon ou um pouco mais jovem.